# 인천공항2터미널역
인천공항2터미널역(仁川空港 2터미널驛, Incheon Int'l Airport Terminal 2 station)은 인천광역시 중구 운서동에 위치한 공항철도의 철도역이다. 한국철도공사에서 운영하는 KTX는 영업 개시일부터 2018년 7월 30일까지 운행하였으며, 코레일의 전산망에는 인천공항T2로 등록되어 있다. 심야에 1편성이 주박한다. 이 역에만 지하 구간이다. 이 역과 인천공항1터미널역 사이에는 일부 지상 구간이 존재한다.

## 승강장 구조

### 승강장
2면 3선 혼합식 승강장이며,1번 ~ 3번 승강장의 경우 1면 2선을 일반 열차가, 서울역행 일반열차 승강장과 마주보고 있는 나머지 1면 1선을 직통열차가 이용하며, 당역에서 종착하는 직통열차는 일반열차 승강장을 사용한다.승강장에는 스크린도어가 설치되어 있다.
| ↑ 인천공항1터미널     |
| １ \| ２３ \| ４５ \| |
| 시·종착역             |

| 1 | ● 인천국제공항철도 | 직통      | 인천공항1터미널 · 서울역 방면                       |
| 2 | ● 인천국제공항철도 | 일반      | 인천공항1터미널 · 김포공항 · 홍대입구 · 서울역 방면 |
| 3 | ● 인천국제공항철도 | 직통·일반 | 당역 종착                                           |
| 4 | 미사용             | 미사용    | 미사용                                              |
| 5 | 미사용             | 미사용    | 미사용                                              |

## 연혁
- 2017년 6월 29일 : 철도거리표 고시[3]
- 2017년 12월 18일 : 로마자 표기 변경(Incheon Int'l Airport 2 → Incheon Int'l Airport Terminal 2)[4]
- 2018년 1월 13일 : (인천공항2터미널 ~ 인천공항1터미널) 구간 개통과 함께 영업 개시[5]
- 2018년 1월 18일 : KTX 운행 개시
- 2018년 3월 23일 : KTX 차량 정비로 운행 중지
- 2018년 7월 30일 : KTX 운행 폐지
- 2019년 7월 9일 ~ 7월 29일 : 광주 세계수영선수권대회 기간 동안 KTX 임시운행
- 2020년 4월 1일: 코로나19 범유행으로 직통열차 3개월간 운행중지 및 일반열차 일부 감축운행[6]

## 역주변
| 나가는 곳 | 방면                            |
| --------- | ------------------------------- |
| 1         | 제2여객터미널 버스승강장 주차장 |

## 인접한 역
| 인천국제공항선                  | 인천국제공항선          | 인천국제공항선 |
| ------------------------------- | ----------------------- | -------------- |
| A10 인천공항1터미널 서울역 방면 | ● 인천국제공항철도 일반 | 시·종착역      |
| A10 인천공항1터미널 서울역 방면 | ● 인천국제공항철도 직통 | 시·종착역      |